# Греко-грузинские отношения
Грузино-греческие отношения — двусторонние дипломатические отношения между Грузией и Грецией. Страны установили дипломатические отношения 20 апреля 1992 года. Греки присутствовали в Грузии с древности. Также Греция признает Абхазию частью Грузии. В течение древней истории на территории современной Грузии существовали греческие колонии.
В Грузии проживает от 15 000 до 25 000 понтийских греков, хотя их значительно меньше, чем было до начала 1990-х годов, когда многие грузинские греки начали эмигрировать в Грецию или на юг России.
По состоянию на 2013 год в Греции проживало около 27 400 этнических грузин. Большинство из них проживают в Афинах, Салониках и на острове Крит.